# Tiksi (miejscowość)
Tiksi – osiedle typu miejskiego w Rosji, w Jakucji, ośrodek administracyjny ułusu bułuńskiego. W 2010 roku zamieszkane przez 5063 osoby.
Leży nad zatoką Tiksi (odnogą zatoki Guba Buor-Chaja, Morze Łaptiewów), w pobliżu ujścia Leny; u podnóża pasma Charaułachskij chriebiet w Górach Wierchojańskich. Port morski (dostępny przez 3 miesiące w roku), lotnisko; w pobliżu stacja polarna (zał. 1932).
Założone w 1932 r. jako jeden z portów Północnej Drogi Morskiej. Prawa osiedla typu miejskiego otrzymało w 1939 roku.
W miejscowości znajduje się siedziba zarządu Rezerwatu Ujścia Leny.